# Vlčkovce
Vlčkovce és un poble i municipi d'Eslovàquia que es troba a la regió de Trnava, a l'oest del país.

## Història
La primera menció escrita de la vila es remunta al 1336.

## Demografia
| Godina             | 1994 | 2004   | 2014    | 2024   |
| ------------------ | ---- | ------ | ------- | ------ |
| Nombre de persones | 1133 | 1151   | 1318    | 1347   |
| Diferència         |      | +1,58% | +14,50% | +2,20% |

| Godina             | 2023 | 2024   |
| ------------------ | ---- | ------ |
| Nombre de persones | 1367 | 1347   |
| Diferència         |      | −1,46% |